# Prison d'El-Harrach
Pour les articles homonymes, voir El-Harrach (homonymie).
La prison d'El-Harrach (en arabe : سجن الحراش) est un établissement pénitentiaire algérien situé dans la commune d'El-Harrach à Alger. Ouverte en 1915, elle est le plus grand établissement pénitentiaire d'Algérie. 

## Historique
La prison d'El-Harrach est construite en 1915 pendant la période coloniale, afin de remplacer la Maison Centrale, ouverte en 1855 et fermée en 1915.

Prison d'El-Harrach en 2019.

En 2018, Abdou Semmar décrit les salles de transit de la prison où plus d'une centaine de prisonniers sont regroupés. Il n'y existe pas de différence entre la nuit et la jour ; les lumières sont toujours allumées, les fenêtres métalliques grillagées cachent ciel. 
En 2022, l'ancien détenu Fethi Ghares évoque la prison d'El-Harrach. Il compare celle-ci aux prisons d’un pays d’Amérique latine. El-Harrach est conçue pour détenir 2 000 prisonniers, or, on y recense environ 4 000 détenus. Les conditions de détention sont déplorables avec une nourriture « infecte ». Mais Fethi Ghares décrit une « sorte de stratification sociale » dans la prison. Ainsi les détenus riches et ceux qui ont des relations bénéficient de conditions confortables et d’un menu amélioré. 

### Évasions
Le 1er mai 1966, Hocine Aït Ahmed s'évade de la prison au milieu des nombreuses femmes de sa famille venues lui rendre visite.
Le 23 avril 2016, Haniche Oussama, trafiquant de drogue s'évade de la prison avec la complicité de son avocate. Il avait utilisé des vêtements que lui a apportés celle-ci ainsi que son badge d'accès. Le détenu s'est mêlé aux visiteurs des parloirs pour quitter la prison. Cet événement donne suite à l'arrestation de l'avocate, déférée devant la justice et placée sous mandat de dépôt. 20 gardiens de ladite prison sont auditionnés par les enquêteurs de la Section de recherche de la Gendarmerie nationale (SRGN) de Bab Jdid. Le directeur de la prison et son adjoint sont mis aussi en prison par mesure conservatoire. Le 14 juin 2016, Haniche Oussama est interpellé par la gendarmerie à Aïn Témouchent, après 45 jours de cavale.

## Détenus notables

### Période coloniale
- Messali Hadj (1937, 1938-1941)
- Moufdi Zakaria (1937)
- Mohamed Khider (1938-1941)
- Waldeck Rochet (1941-1943)
- Virgile Barel (1941-1943)
- Prosper Môquet (1941-1943)
- Ramdane Abane (1953-1955)
- Rabah Bitat (1955-1957)
- Alban Liechti (1956, 1959)
- Larbi Ben M'hidi (1957, assassiné)
- Daniel Timsit (1957-1958)
- Djamila Bouhired (1957-1962)
- Zohra Drif (1957-1962)

### Après l'indépendance (1962)
- Hocine Aït Ahmed (1964-1966, évadé)
- Ali Belhadj[8] (1991-2003)
- Mohamed Benchicou[9] (2004-2006)
- Rafik Khalifa[10] (2015- )
- Mohamed Tamalt (2016, décès)
- Abdou Semmar (2018)
- Khaled Tebboune (2018-2020)[11],[N 1]
- Ali Haddad[14],[15] (2019-2020)
- Issad Rebrab[16](2019-2020)
- Rédha Kouninef[17] (2019-2021)
- Ahmed Ouyahia (2019-2020)[15]
- Abdelmalek Sellal (2019-2020)[18]
- Amara Benyounès (2019-2020)
- Mahieddine Tahkout (2019-2020)
- Ali Ghediri (2019-)
- Lakhdar Bouregaa (jusqu'en 1975 ; 2019-2020)
- Abdelghani Hamel[19] (2019-2021)
- Djamel Ould Abbes[20] (2019-)
- Saïd Barkat (2019-)
- Youcef Yousfi (2019-)
- Amar Ghoul (2019-)
- Abdelghani Zaalane (2019-)
- Mohamed El Ghazi (2019-)
- Tayeb Louh (2019-)
- Mahdjoub Bedda[21] (2019)
- Samira Messouci (2019-2020)
- Samir Belarbi (2019-2020 ; 2020)
- Fodil Boumala (2019-)
- Hakim Addad (2019-2020)
- Hocine Benhadid (2019-2020)
- Abdelouhab Fersaoui (2019-2020)
- Moussa Benhamadi (2019-2020, décès)
- Mohamed Djemaï (2019-2021)
- Boudjemaa Talai[22](2019)
- Baha Eddine Tliba (2019-)
- Khalida Toumi[23] (2019-2021)
- Rachid Nekkaz (2019 ; 2022-2023)
- Mohamed Laid Benamor (2020-2021)
- Khaled Drareni (2020)
- Saïd Bouteflika (2021)[24]
- Nordine Aït-Hamouda (2021)
- Nabil Karoui (2021)[25]
- Ghazi Karoui (2021)[25]
- Nabil Mellah (2021-)
- Mohamed Benhalima (2022) [26].
- Fethi Ghares (2022) [3].
- Ihsane El Kadi (2022-2024)
- Cherif Mellal (2023-)

## La prison d'El-Harrach dans la culture populaire
Le journaliste Mohamed Benchicou a écrit Les Geôles d'Alger, qui évoque sa détention à la prison d'El-Harrach.